# Biserica Nașterea Maicii Domnului din Vatra Dornei

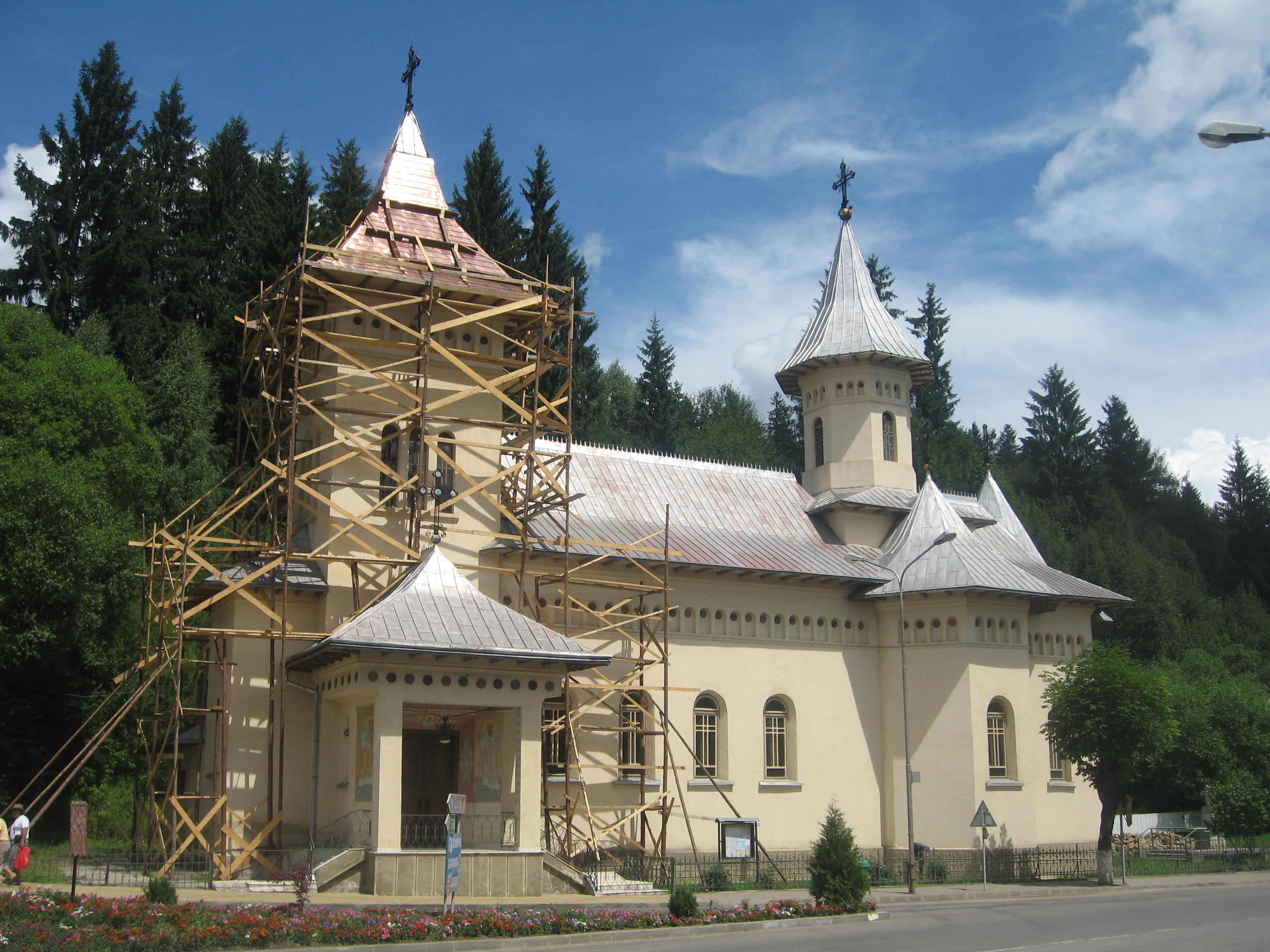
Biserica "Nașterea Maicii Domnului" din Vatra Dornei

Biserica "Nașterea Maicii Domnului" din Vatra Dornei este o biserică ortodoxă din municipiul Vatra Dornei, care a fost construită în anul 1905 de către comunitatea germană din oraș ca biserică luterană. După emigrarea germanilor în anul 1940, biserica a fost preluată de statul român care a oferit germanilor emigranți o despăgubire. Trecută în anul 1947 în folosința comunității ortodoxe, ea a fost lărgită în perioada 1984-1993, dându-i-se actuala formă după stilul moldovenesc.
Biserica este situată în centrul municipiului Vatra Dornei, pe str. Mihai Eminescu nr. 58 (la capătul vestic al străzii), la baza Dealului Runc, fiind numită de localnici și „Biserica de sub Runc”.

## Comunitatea germană din Vatra Dornei
În anul 1775, ca urmare a atitudinii de neutralitate pe care a avut-o în timpul conflictului militar dintre Turcia și Rusia (1768-1774), Imperiul Habsburgic (Austria de astăzi) a primit o parte din teritoriul Moldovei de nord. Regiunea aceasta este bogată în fagi, de aici provenind și denumirea de Bucovina (Țara Fagilor) pe care i-au dat-o austriecii. 
Ocupanții austrieci au trimis în Bucovina diverși angajați ai statului: funcționari și muncitori din Boemia, Moravia și Slovacia și care s-au stabilit aici. Majoritatea acestor coloniști era de religie romano-catolică, dar existau și germani de confesiune evanghelică (luterană). 
În primii ani de după anexare, s-au stabilit câteva familii germane și în satul Vatra Dornei, situat la confluența râurilor Dorna și Bistrița Aurie, la o altitudine de circa 800 m.  Orașul a cunoscut o dezvoltare rapidă, datorită descoperirii izvoarelor de ape minerale (1806), mai ales feruginoase, tămăduitoare ale diferitelor boli ale aparatului circulator. 
Comunitatea germană a continuat să crească până în 1918. Etnicii germani au construit și biserici: două biserici catolice (în 1850 și 1905) și una protestantă (1905). 
După Unirea Bucovinei cu România (1918), numărul germanilor din Vatra Dornei a început să scadă, ca urmare a repatrierii în Germania și Austria sau al emigrării în SUA și Canada. Conform recensământului din 1930, în orașul Vatra Dornei locuiau 9.826 persoane, dintre care 6.162 români (62,71%), 1.747 evrei (17,77%), 1.548 germani (15,75%), 153 polonezi (1,55%), 98 ruteni (0,99%), 40 unguri, 36 țigani, 20 ruși, 8 armeni, 7 cehoslovaci, 3 sârbo-croato-sloveni, 1 grec, 1 de alt neam și 2 de naționalitate nedeclarată.  Din punct de vedere al religiei, populația era alcătuită din 6.062 ortodocși (61,69%), 1.750 mozaici (17,80%), 1.385 romano-catolici (14,09%), 369 evanghelici (luterani) (3,75%), 245 greco-catolici (2,49%), 5 reformați (calvini), 3 unitarieni, 3 armeno-catolici, 1 armeno-gregorian, 1 fără religie (liber-cugetători) și 2 de religie nedeclarată.
Ca urmare a încheierii Tratatului româno-german prin care locuitorilor germani ai României li se permitea să emigreze în Germania, majoritatea etnicilor germani a plecat din Vatra Dornei. În amintirea acestui moment dureros, înainte de plecare, s-a construit la intrarea în cimitirul catolic din Vatra Dornei un monument care dăinuie și astăzi.  Bunurile lor au fost predate prin proces-verbal statului român, care le-a oferit o despăgubire.

## Istoricul bisericii

### Funcționarea ca biserică luterană
Biserica "Nașterea Maicii Domnului" din Vatra Dornei a fost construită în anul 1905 ca biserică evanghelică (luterană) de către marele proprietar german Dieb. Acest lăcaș de cult era din cărămidă și acoperit cu țiglă, având formă de corabie și un turn la intrare. 
După datele Recensământului general al populației României din 29 decembrie 1930, în orașul Vatra Dornei locuiau 369 evanghelici (luterani) (3,75% din populația localității). 
În anul 1940, etnicii germani au fost mutați în zone ocupate de Germania Nazistă. România și Germania au încheiat o convenție prin care statul român se obliga să achite despăgubiri pentru fiecare clădire în parte, inclusiv pentru terenurile și pădurile germanilor care au emigrat. Printr-un proces-verbal, statul român a preluat biserica evanghelică. Ea a fost lăsată în părăsire pentru o perioadă.

### Funcționarea ca biserică ortodoxă
În anul 1947, la intervenția preoților dorneni pe lângă autoritățile de stat, fosta biserică luterană a fost dată de statul român spre folosință comunității ortodoxe din Vatra Dornei, ea trecând în patrimoniul Mitropoliei Moldovei și Sucevei. La acel moment, credincioșii ortodocși din localitate aveau doar o biserică de lemn veche, refăcută după primul război mondial și mutată în 1939 lânga imobilul Casei de Odihna a Fondului Bisericesc (Casa Vladimir). Aceasta a ars până la temelie la 2 septembrie 1954, în urma unui incendiu devastator, înscenat de către autoritățile comuniste. 
Pe parcursul anilor, numărul credincioșilor ortodocși a crescut, iar lăcașul de cult a devenit neîncăpător, iar Consiliul Parohial condus de preotul Gavril Cîrstean a hotărât modificarea vechii biserici. După obținerea avizelor, biserica a suferit o serie de reparații capitale în perioada 1984-1993, dându-i-se forma actuală, după stilul moldovenesc. Altfel, edificiul a fost extins spre răsărit cu încă 10 metri și s-au adăugat două abside laterale și o turlă în partea centrală. 
În anul 1989, cu sprijinul enoriașilor acestei parohii, a fost ridicată o cruce de beton în apropiere de absida altarului. Pe fața vestică a crucii se află o placă de marmură pe care s-a săpat următoarea inscripție: "Această Sf. cruce s-a ridicat în anul 1989 în fața Sf. Altar al bisericii NAȘTEREA M. DOMNULUI, cu osteneala și sprijinul enoriașilor acestei Parohii, a membrilor Cons. Parohial și a Comitetului Parohial. Coordonatorul lucrărilor fiind cons. Savin Ungureanu, iar slujitori ai Sf. Altar preoții: M. Valică, I. Cormoș și paroh, pr. Iconom Stavrofor G. Cîrstean. ANUL MÎNTUIRII, 1989!"
Între anii 1995-1999, la inițiativa preoților Ilie Cormoș și Constantin Vârlan, pereții interiori ai lăcașului de cult au fost pictați în tehnica frescă de către o echipă de pictori condusă de pictorul Corneliu Pașcanu din București. Biserica a fost sfințită la 17 octombrie 1999 de către arhiepiscopul Pimen Zainea al Sucevei și Rădăuților, împreună cu episcopul-vicar Teodosie Petrescu "Snagoveanul" al Arhiepiscopiei Bucureștilor (originar din zona Dornelor) și cu un sobor de preoți și diaconi.
Pe peretele vestic al pronaosului s-a pictat următoarea pisanie: "PISANIE Cu voia Tatălui, cu ajutorul Fiului și cu harul Sfîntului Duh ziditu-s-a acest sfînt lăcaș, de către un mare proprietar de confesiune luterană, numit Dieb. În urma celui de al doilea război mondial, prin repatrierea populației de origine germană, biserica a fost lăsată în părăsire. Astfel, în anul 1947, ea [a] fost trecută în patrimoniul Mitropoliei Moldovei și Sucevei. Datorită faptului că această biserică a devenit neîncăpătoare, Consiliul Parohial condus de P.C. Pr. Gavril Cîrstean a decis modificarea vechii biserici, prin reparații capitale, dîndu-i-se forma și stilul moldovenesc de astăzi, lucrări ce au durat din 1984 pînă în 1993. În următorii ani, în timpul arhipăstoririi Î.P.S. Pimen al Sucevei și Rădăuților, la inițiativa P.C. Pr. Cormoș Ilie, împreună cu P.C. Pr. Vîrlan Constantin ajutați de membrii Consiliului și Comitetului Parohial, prin jertfa bunilor credincioși ortodocși din Vatra Dornei, precum și alți binevoitori, între 1995-1999, actuala biserică cu hramul "Nașterea Maicii Domnului" a fost pictată în interior, în tehnica frescă, de către o echipă de pictori, condusă de pictorul Pașcanu Corneliu din București. Slujba de sfințire a acestui sfînt lăcaș a avut loc în ziua de 17 oct. Anul Mîntuirii 1999, în duminica a 21-a după Rusalii, oficiată de Î.P.S. Pimen arhiepiscop al Sucevei și Rădăuților, împreună cu P.S. Episcop Teodosie Snagoveanul vicar al Arhiepiscopiei Bucureștilor, fiu al acestor meleaguri, înconjurați de un sobor de preoți și diaconi și de un mare număr de credincioși din zona Dornelor. Primește Doamne jertfa binecredincioșilor Tăi!".
În prezent (anul 2011), la această biserică slujesc preotul paroh Constantin Vârlan și preotul Dan Văideanu.

## Arhitectura bisericii
Biserica are formă de cruce, cu două abside laterale, o turlă deasupra naosului și un turn deasupra pronaosului. Ea este acoperită cu tablă zincată, iar pe partea dinspre miazăzi se află un praznicar. 
Interiorul bisericii este compartimentat în patru încăperi: pridvor deschis, pronaos, naos și altar. Pardoseala este din marmură albă cu forme geometrice. Catapeteasma este confecționată din lemn de stejar cu modele de viță de vie și spice de grâu. Celelalte elemente de mobilier (strane pentru credincioși, amvonul, stranele și mobilierul pentru cărțile și obiectele de cult din altar) sunt de asemenea din lemn de stejar. Cele două policandre din biserică sunt mai vechi decât lăcașul de cult.
Pictura interioară a bisericii este nouă, dar există și două icoane reprezentând-o pe Maica Domnului, una dintre ele fiind o copie a Icoanei Prodromița de la Muntele Athos, iar cealaltă fiind găsită neatinsă de foc în ruinele carbonizate ale bisericii de lemn care a ars în 1954. Aceasta din urmă este considerată de credincioșii ca fiind „făcătoare de minuni”. 

## Crucea de jurământ a bețivilor
La baza dealului Runc, într-un parc amenajat lângă Biserica "Nașterea Maicii Domnului", s-a aflat până prin anii '60 ai secolului al XX-lea o cruce de piatră pe care s-a săpat inscripția: "în amintirea părăsirii beuturii alcoolului - 1894". Într-o duminică de septembrie a anului 1894, după slujba de la biserică, mai mulți credincioși ortodocși din localitate au fost puși de preot să jure, în fața unui butoi plin cu rachiu, că se lasă de băut. Butoiul a fost blestemat și îngropat la o răspântie de drumuri, în sunetele buciumelor și bubuitul pistoalelor. Pe locul unde a fost îngropat butoiul s-a ridicat un monument care să amintească dornenilor de acest eveniment. În ziarul "Deșteptarea" din Cernăuți a fost publicată următoarea știre: "Din Vatra Dornei primim știrea ca toți frații noștri de acolo s-au lăsat de băuturile cele otrăvitoare și trei români, anume George Boancheș, Toader a lui Istrati Nacu și Toader Lucasievici. Dornenii au mai ridicat o cruce tare frumoasă de piatră care, după slujba cu sobor, a fost sfințită cu mare pompă. Pe cruce a fost scris: spre memoria părăsirii băuturei rachiului". În anii '60 ai secolului al XX-lea, un secretar de partid, Ioan Iacoban, deranjat de prezența în localitate a "Crucii Bețivilor", care devenise un fel de obiectiv turistic, a spart-o cu un ciocan. După acel moment, soția și cei trei fii ai săi au murit în împrejurări misterioase. 

## Imagini

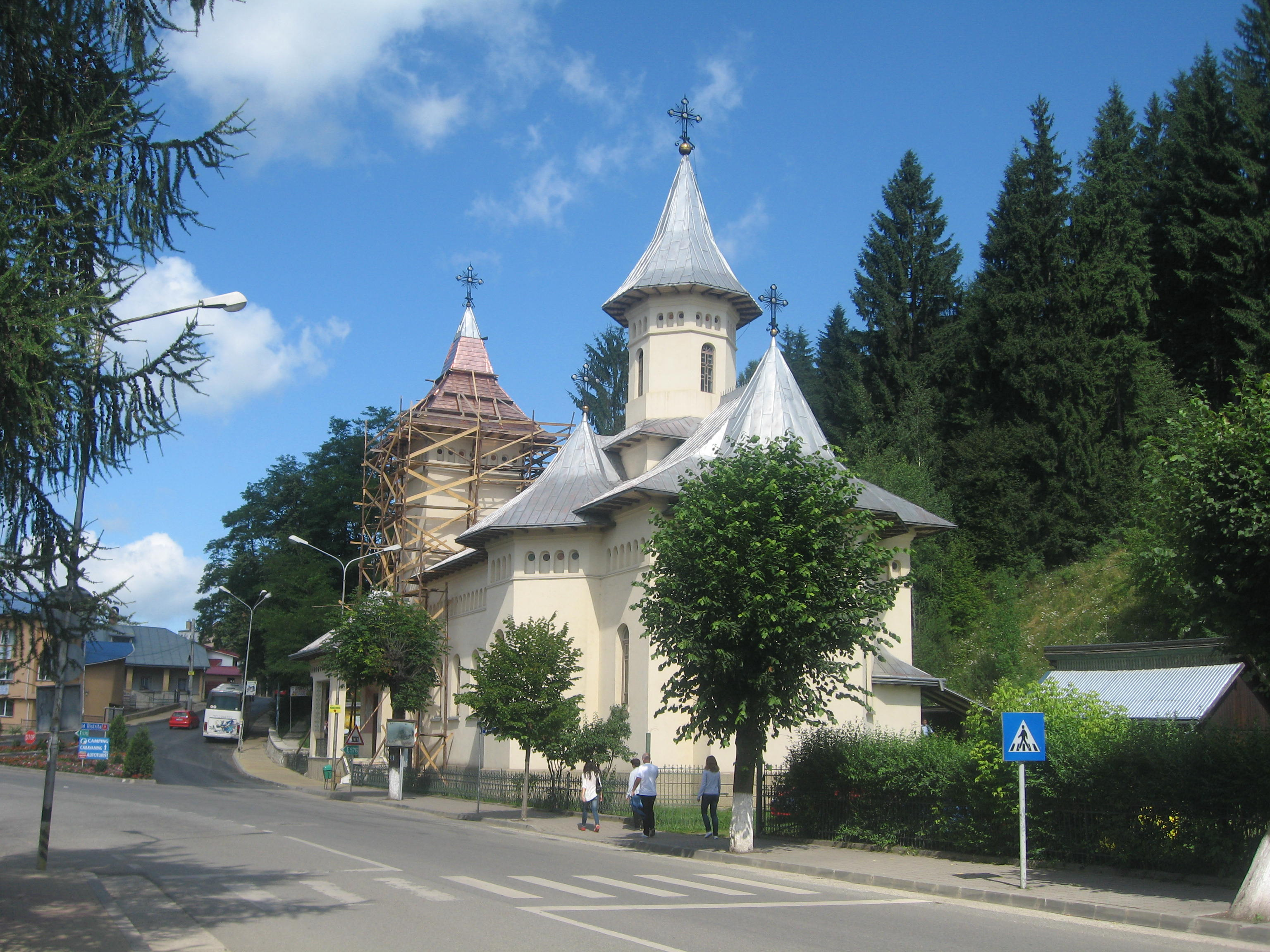
Biserica "Nașterea Maicii Domnului" din Vatra Dornei
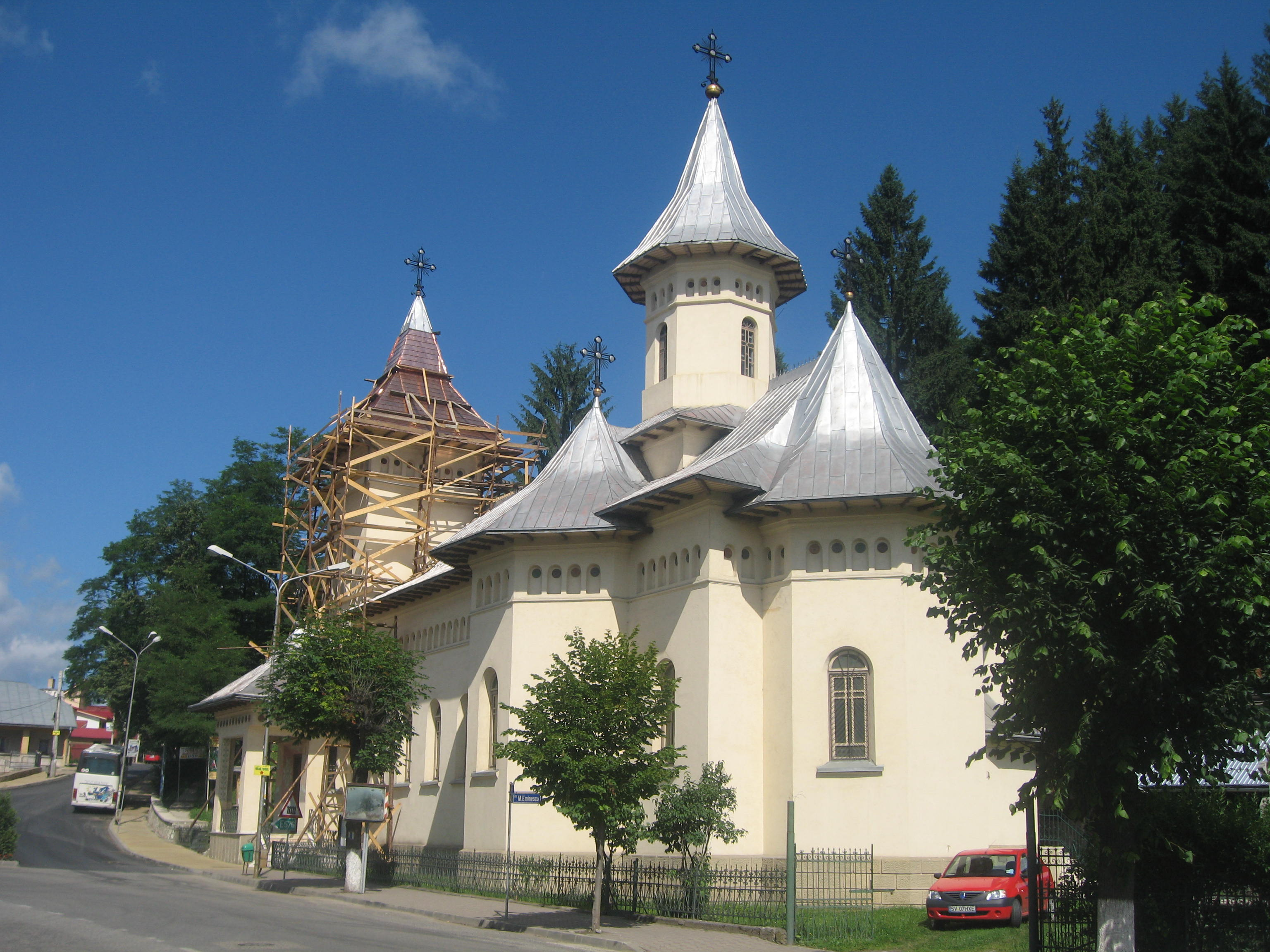
Biserica "Nașterea Maicii Domnului" din Vatra Dornei
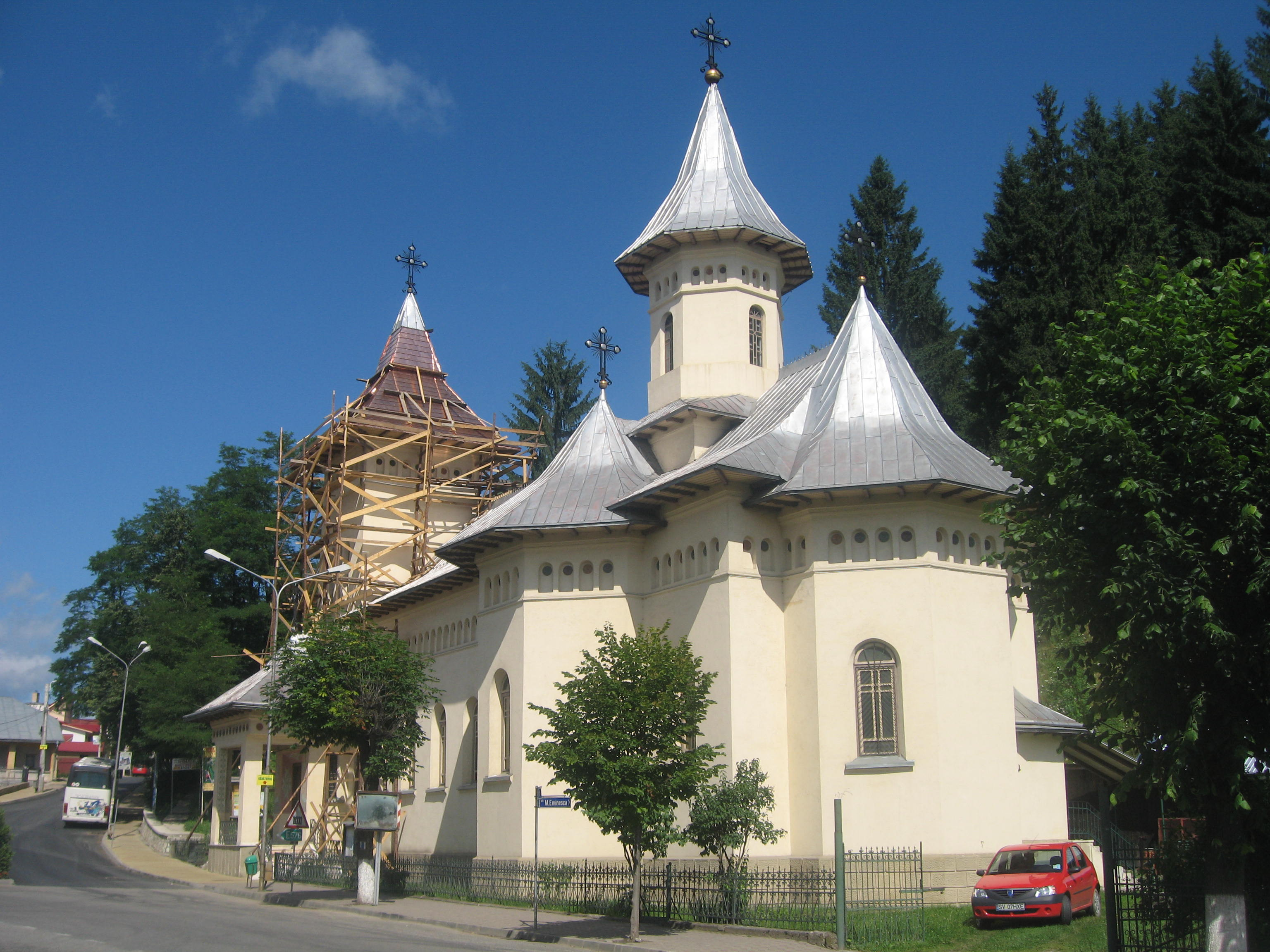
Biserica "Nașterea Maicii Domnului" din Vatra Dornei
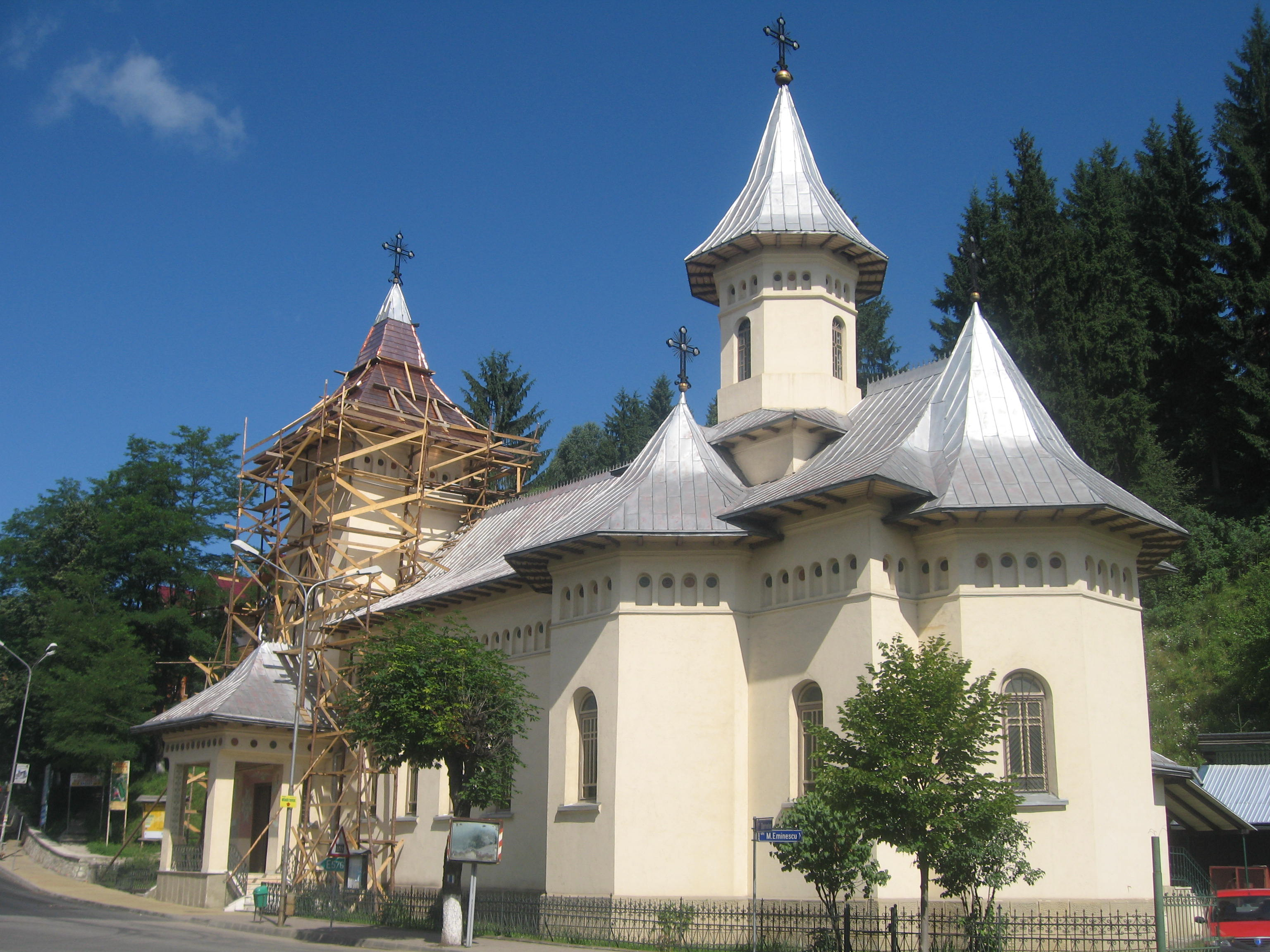
Biserica "Nașterea Maicii Domnului" din Vatra Dornei
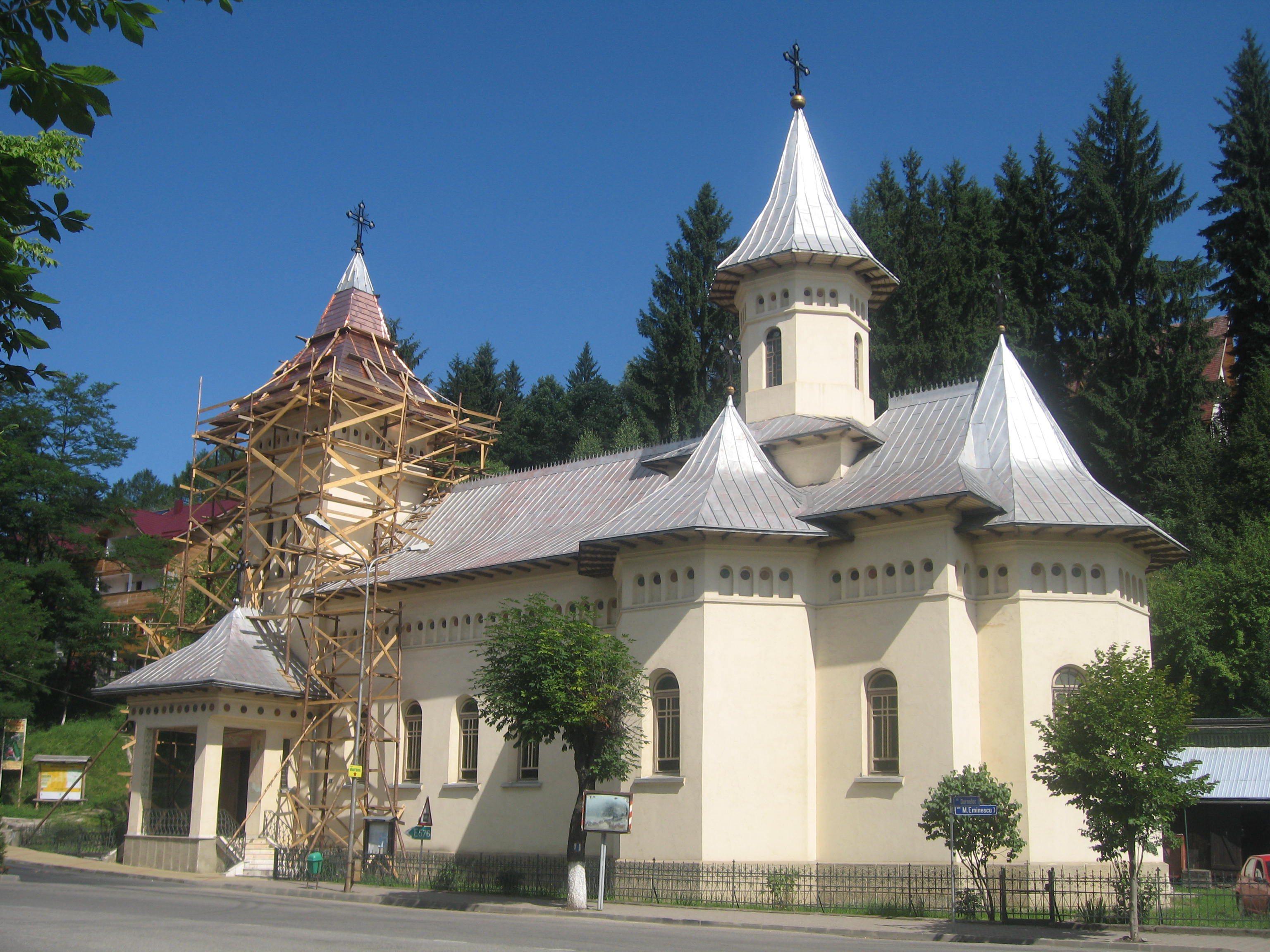
Biserica "Nașterea Maicii Domnului" din Vatra Dornei
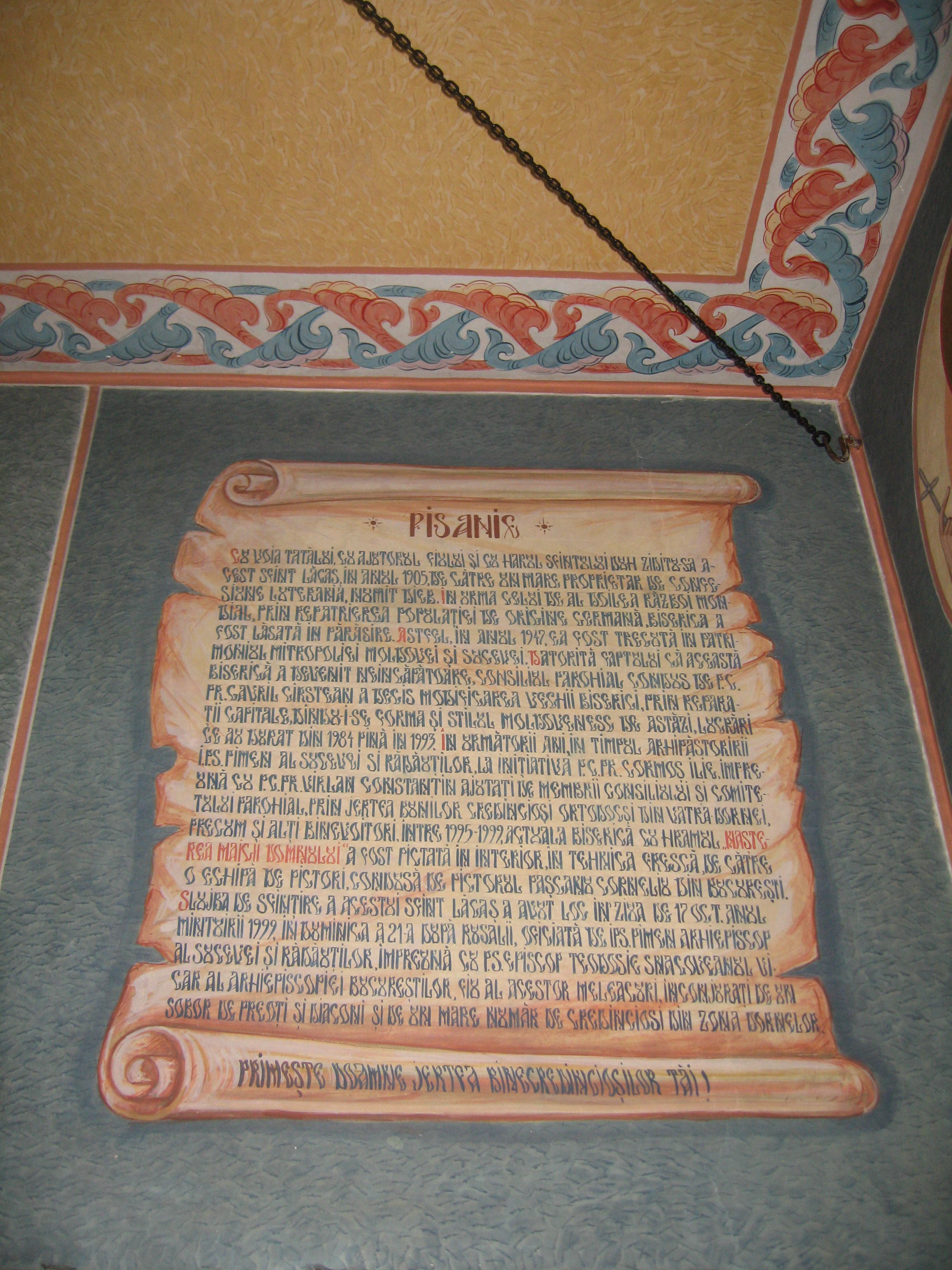
Pisania
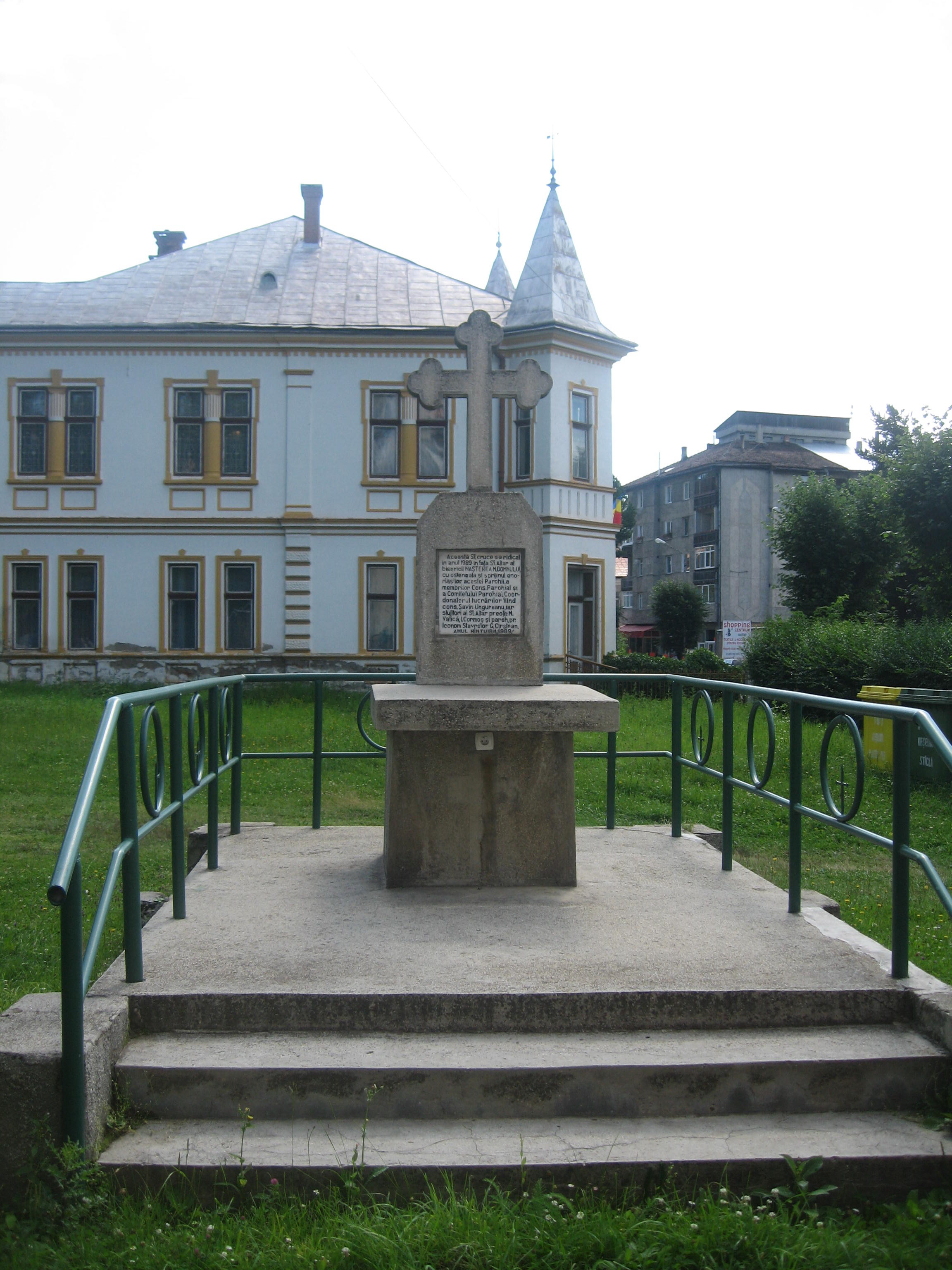
Crucea de beton înălţată în 1989
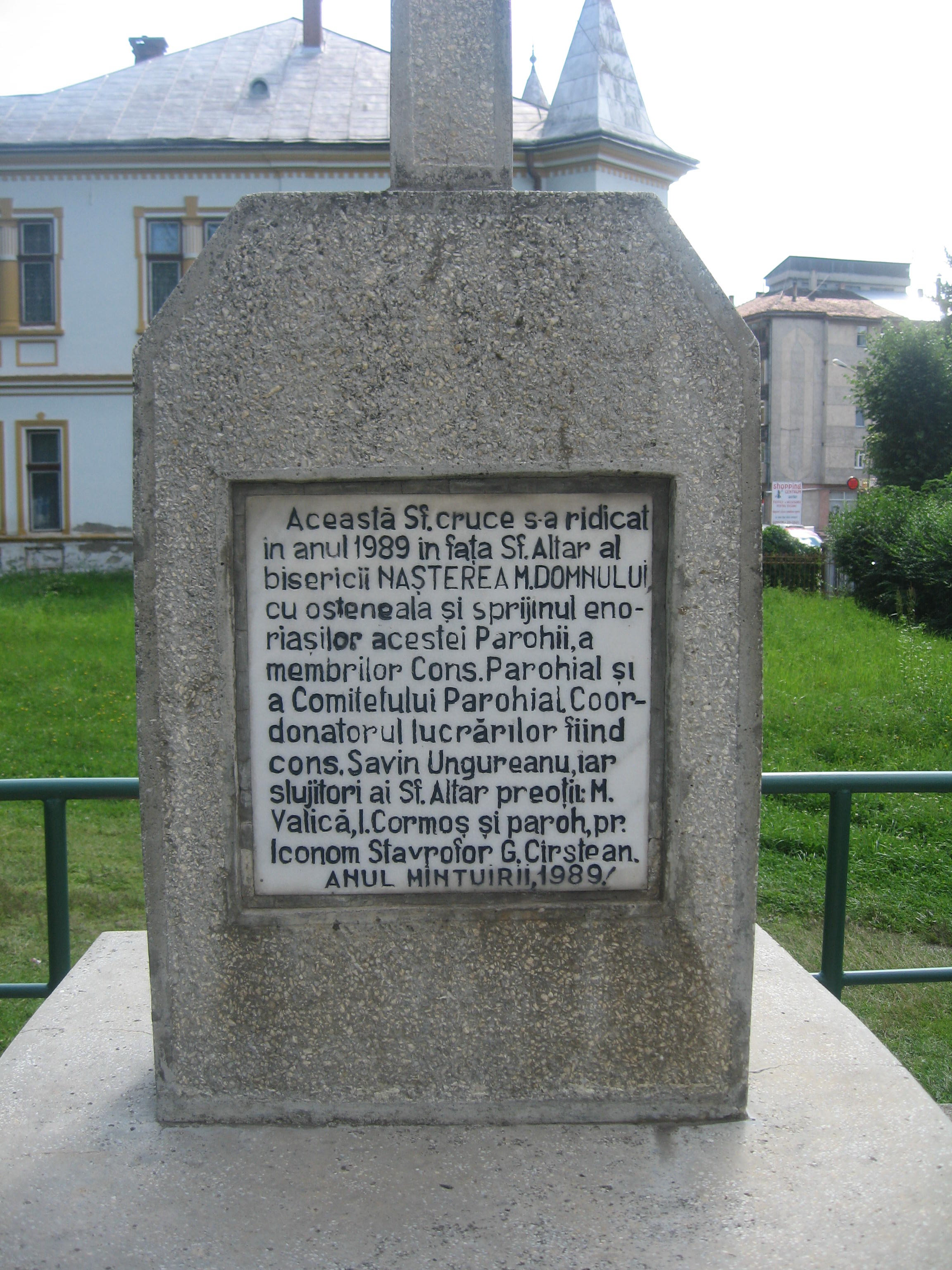
Inscripţia de pe cruce